# Ødum Kirke
Ødum Kirke er en kirke i Ødum Sogn i Favrskov Kommune. Kirken ligger godt 5 km øst for Hadsten.

## Bygningshistorie
Den store kirke består af skib og kor samt tårn mod vest. Skibet og koret er fra romansk tid og opført af små, omhyggeligt tildannede frådsten på en granitsokkel med skråkant. Soklen på korets hjørner er udført med mandehoveder. Gesimsen under tagudhænget er udført med rundbuefrise. Flere oprindelige vindueshuller, mande- og kvindedøren samt en dør på korets sydside kan spores. Den oprindelige korbue er bevaret. Senere i middelalderen er kirken antagelig forlænget mod vest. I senmiddelalderen indbyggedes fire hvælvinger i skibet og to i koret. Samtidig opførtes tårnet i røde munkesten. Tårnets øverste del faldt ned i 1734, og ved restaureringen blev tårnet noget lavere. De oprindelige indgangsdøre til kirken er tilmurede, og adgangen sker i dag gennem tårnets vestside. Tårn og skib havde tagbelægning med vingetegl, men ved en restaurering i 1972 lagdes blytag på hele kirken.

## Kirkens indre
I forhallen i tårnet blev 1972 afdækket et kalkmaleri fra 1500-tallet, forestillende Sankt Jørgen og dragen. Af det oprindelige inventar er kun den ret enkle romanske døbefont tilbage. Den er nu placeret centralt i koret lige ved korbuen. Altertavlen er udført i 1593 og restaureret 1896. Den er typisk for perioden lige efter reformationen, hvor man søgte at følge Martin Luthers ønske om et billedfattigt kirkerum. På tavlens midterfelt ses den korsfæstede Kristus, mens de 4 øvrige felter indeholder bibelcitater. Alterbordet er muret i munkesten og på tre sider dækket af et renæssancepanel med arkadefelter. Prædikestolen er fra 1634, skåret i renæssancestil. Den bærer præsten Niels Foghs initialer. Han og hans families epitafium ses i barokstil på nordvæggen.
Kirken fik sit første orgel i 1920. Det blev fornyet i 1987.

## Eksterne kilder og henvisninger
- Trap Danmark, 4. udgave, 6. bind, Randers Amt
- Ødum Kirke hos KortTilKirken.dk

- Wikimedia Commons har flere filer relateret til Ødum Kirke